# جون ر. إيفانز
جون ر. إيفانز (بالإنجليزية: John R. Evans)‏ هو سياسي أمريكي، ولد في 15 فبراير 1955 في ميدفيل في الولايات المتحدة. حزبياً، نشط في الحزب الجمهوري. وقد انتخب عضو مجلس نواب بنسيلفانيا.